# Macrodorcas melliana
Macrodorcas melliana là một loài bọ cánh cứng trong họ Lucanidae. Loài này được Kriesche mô tả khoa học năm 1921.